# Hyssia hadulina
Hyssia hadulina là một loài bướm đêm trong họ Noctuidae.